# Mario Béraud
Pour les articles homonymes, voir Béraud.
Mario Béraud, né le 16 août 1879 et mort le 5 août 1964, est un écrivain français, auteur de roman policier.

## Biographie
En 1943, il crée le personnage du docteur Eugène Claire dit Le Toubib, héros de trois romans. Le premier, L'Ivoire polychrome est situé en Algérie. Le deuxième, « N » le Justicier est dédié au docteur Edmond Locard, fondateur du premier laboratoire de police scientifique à Lyon en 1910.
Selon Michel Lebrun, « les livres de Mario Béraud, écrits dans les années 1940, appartiennent à la catégorie de la « détection bonhomme ». Si l'écriture soignée a un peu vieilli, les intrigues sont honnêtes envers le lecteur et les indices appropriés au cadre choisi ». 

## Œuvre

### Romans

#### SérieLe Toubib
- L'Ivoire polychrome, Paris, Éditions Colbert coll. « Le Mot de l’énigme » (1943)
- « N » le Justicier, Paris, Éditions Colbert coll. « Le Mot de l’énigme » (1946)
- Du sang sur Grasse, Paris, S.E.P.E. coll. « Labyrinthe » (1947)

#### Autres romans
- On ne me guillotinera pas deux fois, Paris, Nouvelles Éditions Debresse (1957)
- La Maison rouge, Paris, Éditions Galic, coll. « Les Carnets des services secrets » no 40 (1961)
- Rêves et Cauchemars, Paris, Éditions du Scorpion (1964)

### Sources
: document utilisé comme source pour la rédaction de cet article.
- Claude Mesplède (dir.), Dictionnaire des littératures policières, vol. 1 : A - I, Nantes, Joseph K, coll. « Temps noir », 2007, 1054 p. (ISBN 978-2-910-68644-4, OCLC 315873251), p. 209